# Martin Beck
Martin Beck é uma personagem fictícia de novelas policiais, criada pelos escritores Maj Sjöwall e Per Wahlöö. 

Martin Beck é um hábil investigador e interrogador criminal. A sua personalidade é caracterizada por um certo cansaço e desilusão com a sua profissão. É a personagem principal dos dez romances da série Romance de um crime (Roman om ett brott), iniciada com Roseanna (1965) e encerrada com Terroristerna (1975).

## Livros com o inspetor Beck
- Roseanna
- Mannen som gick upp i rök
- Mannen på balkongen
- Den skrattande polisen
- Brandbilen som försvann
- Polis, polis, potatismos!
- Den vedervärdige mannen från Säffle
- Det slutna rummet
- Polismördaren
- Terroristerna

## Livros com o inspetor Beck, em português
- Massacre em Estocolmo (Nordica, Brasil, 1975)[3]
- O Homem que Se Desfez em Fumo (Editorial Caminho, Portugal, 1990)[4]
- O Polícia Que Ri (Editorial Caminho, Portugal, 1990)[5]
- O Homem Abominável (Editorial Caminho, Portugal, 1994)[6]
- Desapareceu um Carro de Bombeiros (Editorial Caminho, Portugal, 1997)[7]
- Roseanna (Record, Brasil, 2014)[8]
- O Homem Que Virou Fumaça (Nordica, Brasil, 2015)[9]